# Elien Meijer
Elsiena Janneke Meijer –conocida como Elien Meijer– (Den Helder, 25 de enero de 1970) es una deportista neerlandesa que compitió en remo.
Participó en dos Juegos Olímpicos de Verano, obteniendo una medalla de plata en Sídney 2000, en la prueba de ocho con timonel, y el octavo lugar en Atlanta 1996 (dos sin timonel). Ganó una medalla de oro en el Campeonato Mundial de Remo de 1994, en el cuatro sin timonel.

## Palmarés internacional
| Juegos Olímpicos   | Juegos Olímpicos              | Juegos Olímpicos | Juegos Olímpicos   |
| Año                | Lugar                         | Medalla          | Prueba             |
| ------------------ | ----------------------------- | ---------------- | ------------------ |
| 2000               | Sídney (Australia)            | Medalla de plata | Ocho con timonel   |
| Campeonato Mundial |                               |                  |                    |
| Año                | Lugar                         | Medalla          | Prueba             |
| 1994               | Indianápolis (Estados Unidos) | Medalla de oro   | Cuatro sin timonel |